# Lewis Morris Rutherfurd

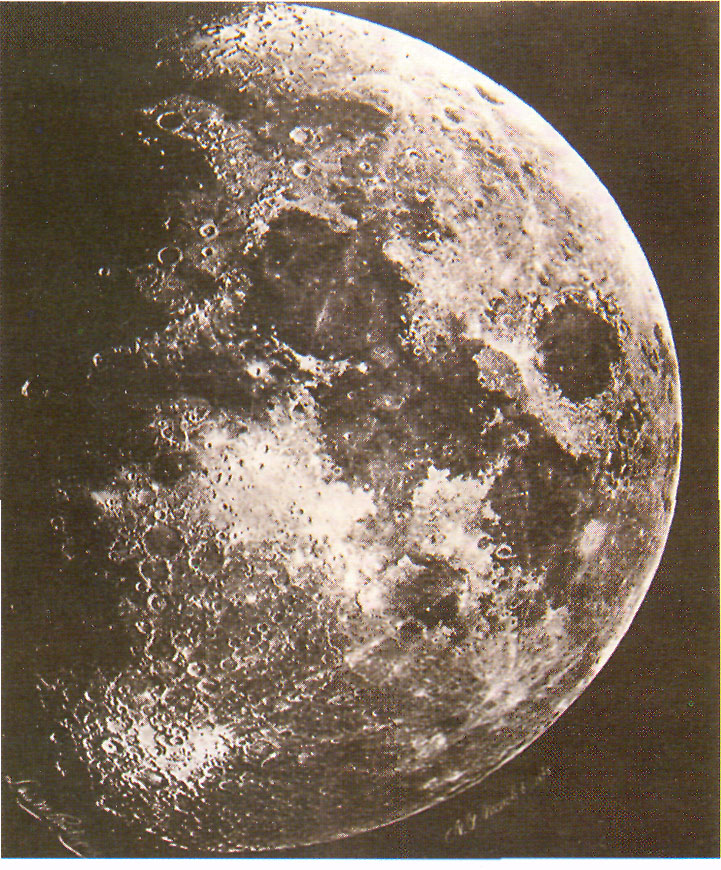
Luna, 1865

Lewis Morris Rutherfurd (25. listopadu 1816 – 30. května 1892) byl americký advokát, astronom a průkopník astrofotografie.

## Život a dílo
Rutherfurd se narodil v Morrisanii v New Yorku Robertu Walteru Rutherfurdovi a Sabině Morrisové. Byl vnukem amerického senátora Johna Rutherfurda a pravnukem Lewise Morrise, signatáře Deklarace nezávislosti Spojených států. Vystudoval Williams College v Massachusetts roku 1834, pak absolvoval právní praxi v roce 1837 s Williamem H. Stewardem v Auburnu. Po složení advokátských zkoušek v roce 1837 se stal advokátem. Dne 22. července 1841 se oženil s Margaret Chanlerovou. Jejich syn Stuyvesant Rutherford se narodil v roce 1842.

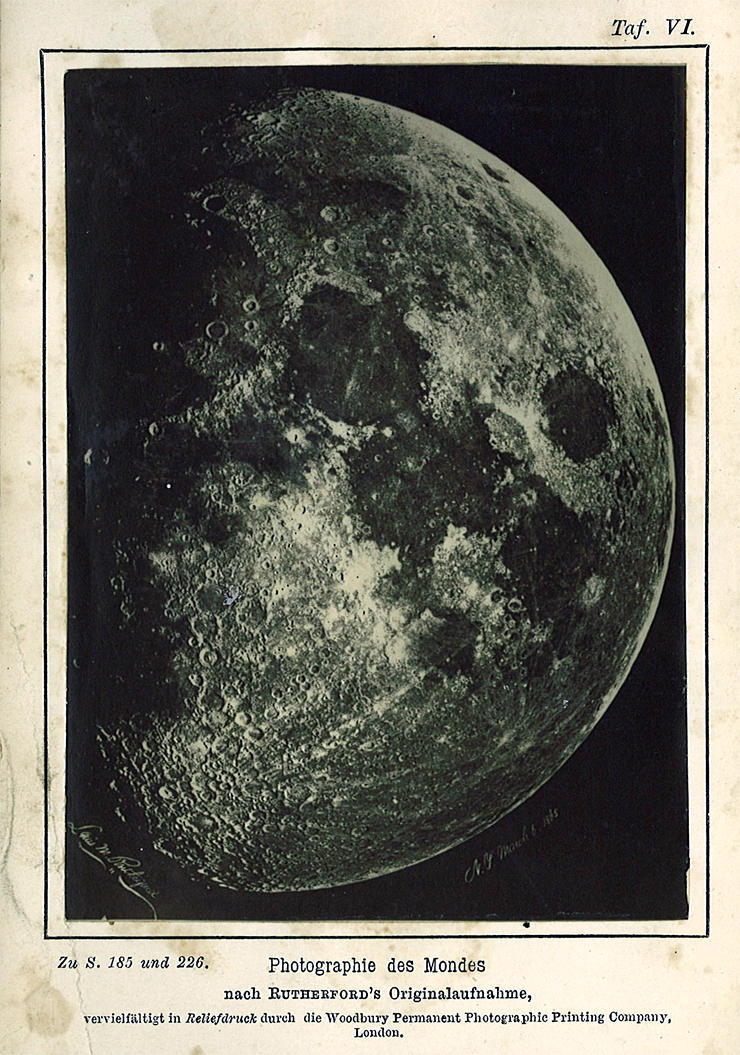
Rutherfurdova woodburytypie Luny nasnímaná v New Yorku 6. března 1865. Kopie z knihy Die chemischen Wirkungen des Lichts und die Photographie Hermanna W. Vogela vydané roku 1873

Lewis Rutherfurd opustil studium práv v roce 1849 a věnoval svůj volný čas vědě, zejména astronomii. Představil průkopnickou práci o spektrální analýze a experimentoval s fotografováním oblohy. Vymyslel řadu přístrojů, včetně mikrometrického přístroje na měření objektů na fotografiích, stroj na výrobu difrakční mřížky a první dalekohled navržený speciálně pro astrofotografii.
S použitím svých vlastních nástrojů vytvořil Rutherfurd kvalitní kolekci fotografií Slunce, Měsíce a planet, stejně jako hvězdokup a hvězd až do páté hvězdné velikosti (jasnost objektu). V roce 1862 začal pracovat na spektroskopických studiích s pomocí své nové difrakční mřížky. Všiml si odlišné kategorie spektrální třídy hvězd, které pak Angelo Secchi rozšířil v roce 1867 na soubor čtyř hvězdných tříd.
Rutherfurd pracoval jako člen správní rady na Kolumbijské univerzitě od roku 1858 do 1884 a své fotografie této instituci daroval. V roce 1884 byl jmenován jako jeden z delegátů na mezinárodní konferenci Meridian. Byl jedním z členů Národní akademie věd Spojených států amerických vytvořené v roce 1863 a také byl jmenován členem Královské astronomické společnosti.
Od roku 1887 začalo jeho zdraví selhávat.
Richard Proctor, největší popularizátor astronomie v devatenáctém století, Rutherforda nazval jako „největšího měsíčního fotografa věků“.

## Ocenění
- Lunární kráter Rutherfurd je pojmenován po něm.[2][3]